# 巴尔瓦迪略德埃雷罗斯
巴尔瓦迪略德埃雷罗斯，是西班牙卡斯蒂利亚-莱昂布尔戈斯省的一个市镇。总面积71平方公里，总人口134人（2001年），人口密度2人/平方公里。